# ایوان زامورانو
ایوان لوییس زامورانو زامورا (به انگلیسی: Iván Luis Zamorano Zamora) (زادهٔ ۱۸ ژانویه ۱۹۶۷ در سانتیاگو) بازیکن فوتبال حرفه‌ای بازنشسته اهل شیلی است که از او به عنوان یکی از بهترین بازیکنان تاریخ فوتبال شیلی یاد می‌شود. او سال‌ها در سطح اول فوتبال اروپا در تیم‌هایی همچون رئال مادرید و اینترمیلان بازی می‌کرد. او و همبازیش مارسلو سالاس از بهترین زوج‌های فوتبالی دوران خود بودند.